# بيتر س. بيشوب
بيتر س. بيشوب (بالإنجليزية: Peter C. Bishop)‏ هو عالم اجتماع أمريكي، ولد في 20 ديسمبر 1944.